# Патрік Твумасі
Патрік Твумасі (англ. Patrick Twumasi, нар. 9 травня 1994, Обуасі) — ганський футболіст, нападник клубу «Астана».
Виступав, зокрема, за клуб «Спартакс» (Юрмала), а також національну збірну Гани.
Чотириразовий чемпіон Казахстану. Володар Суперкубка Казахстану. Володар Кубка Казахстану.

## Клубна кар'єра
Народився 9 травня 1994 року в місті Обуасі.
У дорослому футболі дебютував 2012 року виступами за команду клубу «Спартакс» (Юрмала), в якій провів один сезон, взявши участь у 31 матчі чемпіонату. Більшість часу, проведеного у складі «Спартакса», був основним гравцем атакувальної ланки команди. У складі «Спартакса» був одним з головних бомбардирів команди, маючи середню результативність на рівні 0,52 голу за гру першості.
Згодом з 2013 по 2014 рік грав у складі команд клубів «Астана» та «Амкар».
До складу клубу «Астана» повернувся 2014 року.

## Виступи за збірні
Протягом 2012—2014 років залучався до складу молодіжної збірної Гани. На молодіжному рівні зіграв у 2 офіційних матчах.
У 2017 році дебютував в офіційних матчах у складі національної збірної Гани.

## Титули і досягнення
- Чемпіон Казахстану (4):

«Локомотив» (Астана): 2014, 2015, 2016, 2017
- Володар Суперкубка Казахстану (2):

«Локомотив» (Астана): 2015, 2018
- Володар Кубка Казахстану (1):

«Локомотив» (Астана): 2016
- Володар Кубка Тото (1):

«Маккабі» (Нетанья): 2022-23
- Володар Кубка Кіпру (1):

«Пафос»: 2023-24